# En familie (film)
En familie è un film del 2010 diretto da Pernille Fischer Christensen.